# Vladas Nakutis
Vladas Nakutis – litewski strzelec, medalista mistrzostw świata.

## Kariera
Nakutis zdobył dwa medale na mistrzostwach świata. Wraz z drużyną został srebrnym medalistą w pistolecie szybkostrzelnym z 25 m na zawodach w 1937 roku (skład zespołu: Pranas Giedrimas, Antanas Karčiauskas, Antanas Mažeika, Vladas Nakutis, Kazys Sruoga) i 1939 roku (skład drużyny: Pranas Giedrimas, Antanas Jelenskas, Antanas Mažeika, Jonas Miliauskas, Vladas Nakutis). Indywidualnie uplasował się dwukrotnie na 25. miejscu. W Helsinkach zajął także m.in. 21. pozycję w karabinie małokalibrowym klęcząc z 50 m i 30. lokatę w karabinie małokalibrowym leżąc z 50 m.
Multimedalista mistrzostw Litwy – w latach 1933–1939 wywalczył przynajmniej 15 medali, w tym 6 złotych. W 1938 roku stał pięciokrotnie na podium olimpiady narodowej. Przynajmniej 26 razy poprawiał rekordy kraju w różnych konkurencjach.

## Wyniki

### Medale mistrzostw świata
Opracowano na podstawie materiałów źródłowych:
| Mistrzostwa   | Konkurencja                              | Wynik                           | Miejsce |
| ------------- | ---------------------------------------- | ------------------------------- | ------- |
| Helsinki 1937 | Pistolet szybkostrzelny, 25 m, drużynowo | 244 lub 91 pkt. (druż.)         | srebro  |
| Lucerna 1939  | Pistolet szybkostrzelny, 25 m, drużynowo | 268 pkt. (druż.) 53 pkt. (ind.) | srebro  |